# Adriana Leon
Adriana Kristina Leon (født 2. oktober 1992) er en kvindelig schweizisk fodboldspiller, der spiller som midtbane for West Ham United i FA Women's Super League og Canadas kvindefodboldlandshold, siden 2012.
Hun har siden Janaur 2019, spillet for den engelske storklub West Ham United, hvor hun også fik Matt Beard som cheftræner, efter tiden i Boston Breakers.
Hum har tidligere spiller for Seattle Reign FC, Boston Breakers, Chicago Red Stars, Western New York Flash i NWSL og schweiziske FC Zürich Frauen.